# Ancylotrypa elongata
Ancylotrypa elongata is een spinnensoort uit de familie Cyrtaucheniidae. De soort komt voor in Namibië.